# Julien Rodriguez
Julien Rodriguez (*Béziers, Francia, 11 de junio de 1978) es un exfutbolista francés. Jugó de defensa y su primer equipo fue AS Monaco.

## Trayectoria
Julien Rodriguez fue incorporado al AS Mónaco en el año 1998 y su primer partido fue en un empate 1 a 1 contra el Lens el 16 de enero de 1999. En esa temporada alcanzó a jugar 10 partidos, que después se le haría más difícil jugar tras la llegada del mexicano Rafael Márquez Álvarez, quien juega en su misma posición. Por eso en la temporada 1999/2000 solo jugó 2 partidos.
En la siguiente temporada (2000/2001) jugó 18 partidos y llegó a la final de la Copa de la Liga, en que se perdió contra el Lyon por 2 goles a 1. En ese torneo participó en 6 partidos. También hace el debut en la Liga de Campeones en un partido ganado al Rangers FC por 1 a 0.
Al año siguiente jugó 16 partidos, pero en la temporada 2002/2003 se consolida como titular, la cual gana su primer torneo, Copa de la Liga, derrotando al Sochaux por 4-1. Entonces Julien Rodriguez se convierte en un buen central junto a Sébastien Squillaci. Al final del contrato en el verano de 2003, Rodríguez fue contactado por el PSG, pero finalmente decidió prorrogar su contrato de cuatro años en el AS Monaco.
Pero en la temporada 2003/2004 alcanzó su más alto nivel, con Didier Deschamps de entrenador, el AS Monaco llega a la final de la Liga de Campeones que jugó contra el FC Porto, en el que se perdió por 3-0. Rodriguez era el segundo capitán de su equipo(detrás de Ludovic Giuly). En la Liga de Campeones jugó 13 partidos y en el campeonato 35.
En la temporada 2004/2005 queda como capitán por la salida Ludovic Giuly al FC Barcelona, pero por sus lesiones jugó solo 18 partidos en la liga, donde anotó su primer gol, al Lyon en febrero de 2005. El AS Monaco es eliminado de la Liga de Campeones en octavos de finales por el PSV Eindhoven.
Su último club fue el Olympique de Marsella. Se retiró a mediados de la temporada 2011/12.

## Clubes
| Club                  | País    | Año       |
| --------------------- | ------- | --------- |
| AS Mónaco             | Francia | 1998-2005 |
| Rangers FC            | Escocia | 2005-2007 |
| Olympique de Marsella | Francia | 2007-2012 |

## Palmarés

### Campeonatos nacionales
| Título                     | Club      | País    | Año  |
| -------------------------- | --------- | ------- | ---- |
| Ligue 1                    | AS Monaco | Francia | 2000 |
| Copa de la Liga de Francia | AS Monaco | Francia | 2003 |

- Datos: Q704488
- Multimedia: Julien Rodriguez / Q704488